# 고바야시 료
고바야시 료(일본어: 小林 亮, 1982년 9월 12일 ~ )는 일본의 전 축구 선수이다.

## 구단 경력
과거 가시와 레이솔, 오이타 트리니타, 몬테디오 야마가타, 더스파구사쓰 군마에서 활동하였다.